# Ligueux (Dordogna)
Ligueux è un comune francese soppresso del dipartimento della Dordogna nella regione dell'Aquitania-Limosino-Poitou-Charentes. Dal 1º gennaio 2016 si è fuso con il comune di Sorges per formare il nuovo comune di Sorges-et-Ligueux-en-Périgord di cui è comune delegato.

## Società

### Evoluzione demografica
Abitanti censiti